# M (OKAMOTO'Sの曲)
「M」（エム）は、OKAMOTO'Sの楽曲。2021年4月7日にAriola Japanから6作目の配信限定シングルとして配信リリースされた。

## 概要
- 前作『Complication』から約2ヶ月振りのリリース[注 1]。
- 本曲は、自身のホールツアー『90'S TOKYO BOYS IN HALL ～爆笑ストイックライヴ～』のツアーファイナルである3月12日の日本特殊陶業市民会館ビレッジホール公演のアンコール後に発表された[1]。
- 曲中にハンバーガーチェーン『マクドナルド』に纏わる単語が出てくる[2]が、作曲を担当したオカモトコウキは、「タイアップ曲ではない」「勝手に作った」と自身のTwitterでコメントしている[3]。

## 収録曲
1. M
作詞：オカモトショウ
作曲：オカモトショウ、オカモトコウキ
編曲：OKAMOTO'S